# Caisse d'épargne de l'Ontario
La Caisse d'épargne de l'Ontario (anglais: Province of Ontario Savings Office) était une institution financière établie par le gouvernement de l'Ontario en 1922 pour fournir une alternative aux banques possédée par l'État. La Caisse d'épargne a cessé ses opérations lors de sa privatisation en 2003 lorsque ses actifs ont été vendus au Mouvement Desjardins, une coopérative de caisses populaires, pour former Desjardins Credit Union. En 2011, Desjardins Credit Union en Ontario a été vendu à Meridian Credit Union (en).